# Кумана
Кумана̀ (на испански: Cumaná) е град във Венецуела. Населението му е 310 763 жители (по данни от 2011 г.), а площта е 591 кв. км. Основан е през 1522 г. Намира се в часова зона UTC-4:30 на 43 м н.в. Пощенският му код е 6101.